# Cynathea
Cynathea es un género de arañas cangrejo de la familia Thomisidae.

## Especies
- Cynathea bicolor Simon, 1895
- Cynathea mechowi (Karsch, 1881)
- Cynathea obliterata Simon, 1895